# St. Ägidien (Klötze)

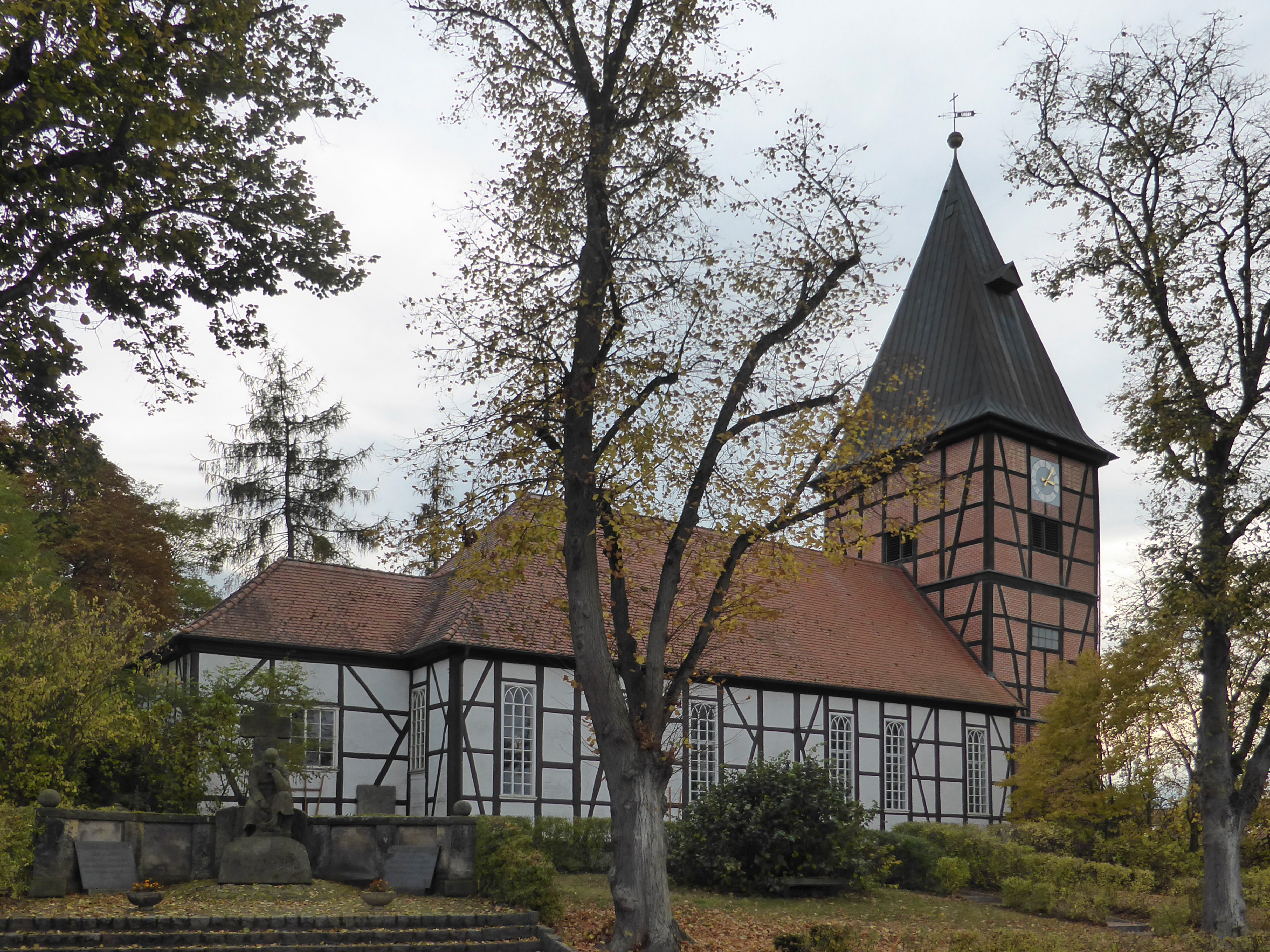
St.-Ägidien-Kirche

Die evangelische Stadtkirche St. Ägidien, auch als „St. Ägidius“ bezeichnet, ist eine barocke Hallenkirche in Fachwerkbauweise in Klötze im Altmarkkreis Salzwedel in Sachsen-Anhalt. Das nach dem Heiligen Ägidius benannte Gotteshaus gehört zur Kirchengemeinde Klötze im Kirchenkreis Salzwedel der Evangelischen Kirche in Mitteldeutschland.

## Geschichte und Architektur
Eine Ägidienkirche am Ort wird 1362 erstmals genannt und 1392 als Kirche Unser Lieben Frauen bezeichnet. 1540 wurde in Klötze die Reformation eingeführt.
Das heutige Bauwerk ist eine dreischiffige Hallenkirche in Fachwerkbauweise aus dem Jahr 1759 mit rechteckiger, eingezogener Sakristei im Osten. Der fachwerksichtige Westturm auf Werksteinsockel ist ein Neubau aus den Jahren 1990/1991 anstelle eines verschieferten Vorgängerbauwerks von 1819.
Das geräumige Innere ist flachgedeckt und wird von einer Hufeisenempore eingefasst. Die Seitenschiffe in Emporenbreite sind durch Korbbögen vom Mittelschiff getrennt.

## Ausstattung
Im Osten steht ein Kanzelaltar mit seitlichen Durchgängen in einer Konche, die bis in den Sakristei-Anbau hineinreicht; erst dahinter ist die Sakristei als eigenständiger Raum abgeteilt. Ein barocker Orgelprospekt mit reichgeschmückten Schleierbrettern in Rokokoformen ist auf das Jahr 1776 datiert. Das Orgelwerk wurde 1871 erneuert. Zwei barocke Inschriftgrabplatten stammen aus dem 18. Jahrhundert. Zwei neue Glocken wurden 2004 bei Lauchhammer gegossen und danach im Turm aufgehängt.